# Sigurd Hartkorn Plaetner
Sigurd Hartkorn Plaetner (født 24. oktober 1989) er en dansk forfatter og podcastskaber. 
Som forfatter debuterede han i 2012 med essaysamlingen ‘Folk med begge ben på jorden hænger på træerne’ og udgav i 2015 romanen ‘Noget om Vitus’ på Gyldendal. - en bog, der senere udkom i Tyskland Arkiveret 18. maj 2024 hos  Wayback Machine og er filmatiseret på DR i serien Noget om Emma. Senest har han udgivet bogen 'Munken fra Nordhavn' på Gyldendal 
Som podcastskaber står Sigurd Hartkorn Plaetner bag DR-serier som 'Fire Patroner på Lommen', 'Mohammed og Julie', 'Liss - tonerne af en afsked', ligesom han i samarbejde med Prxjects by Mercedes Benz lavede podcastserierne 'Noget om Emma'  og 'Det ekstraordinære'
Han blev nomineret til Prix Italia og Prix Europa for 'Tonerne af en afsked'
Sigurd Hartkorn Plaetner har desuden skrevet som fast freelancer for Politiken i mange år. 
Sigurd Hartkorn har desuden været talsmand for Distortion Festival og Haven Festival. 